# Tadeusz Konstanty Tomaszewski
Tadeusz Konstanty Tomaszewski (ur. 13 listopada 1895, zm. ?) – kapitan uzbrojenia doktor inżynier Wojska Polskiego.  

## Życiorys
Tadeusz Konstanty Tomaszewski urodził się 13 listopada 1895 roku. W czerwcu 1919 roku został dowódcą Ekspozytury Żandarmerii w Łodzi, a w następnym miesiącu dowódcą Plutonu Żandarmerii „Łódź I”. Od 1 października do 8 grudnia 1919 roku pełnił obowiązki dowódcy Żandarmerii Okręgu Generalnego „Łódź”. 1 czerwca 1921 roku pełnił służbę w 1 Dywizjon Żandarmerii Wojskowej. 3 maja 1922 roku został zweryfikowany w stopniu kapitana ze starszeństwem z 1 czerwca 1919 roku i 56. lokatą w korpusie oficerów żandarmerii. Do wiosny 1924 roku pełnił służbę w 1 Dywizjonie Żandarmerii w Warszawie. 25 marca 1924 roku został przeniesiony z korpusu oficerów żandarmerii do korpusu oficerów uzbrojenia z równoczesnym wcieleniem do Okręgowego Zakładu Uzbrojenia Nr 1 z przydziałem do Szkoły Broni Chemicznej na stanowisko wykładowcy. Z dniem 31 stycznia 1928 roku został przeniesiony w stan spoczynku. Mieszkał wówczas w Warszawie przy ulicy Marszałkowskiej 74.
W 1928 roku, na emeryturze, mieszkał w miejscowości Dębowica, pocztwa Kłodawa. W 1934 roku pozostawał w ewidencji Powiatowej Komendy Uzupełnień Konin. Posiadał przydział do Oficerskiej Kadry Okręgowej Nr VII. Był wówczas „w dyspozycji dowódcy OK VII”. Do sierpnia 1939 roku był zatrudniony w majątku Dębowice (gmina Drzewce), należącym do Szkoły Głównej Gospodarstwa Wiejskiego oraz publikował w „Gazecie Rolniczej”, „Życiu Rolniczym” i „Przeglądzie Organizacji”. W 1938 roku w Warszawie wydał pracę „Badania wykresowe nad organizacją pracy w gospodarstwach wiejskich”.